# De verschrikkelijke oude man
"De verschrikkelijke oude man" (originele titel The Terrible Old Man) is een kortverhaal van de Amerikaanse schrijver H.P. Lovecraft. Met minder dan 1200 woorden is het een van de kortste werken uit Lovecrafts bibliografie. Het verhaal werd voor het eerst uitgegeven in het amateurtijdschrift Tryout in juli 1921.

## Plot
De oude man uit de titel is een inwoner van Kingsport. Hij woont alleen in een oud huis aan Walter Street, en is al zo oud dat geen van de huidige inwoners van het plaatsje hem in zijn jongere jaren heeft gekend. De bewoners van Kingsport mijden de man het liefst zo veel mogelijk. Over zijn verleden is niet veel bekend, behalve dat hij ooit kapitein was op een klipper en mogelijk erg rijk is. In zijn huis houdt hij een verzameling flessen, waar hij volgens omwonenden vaak “gesprekken” mee voert.
Het verhaal focust zich op drie overvallers: Angelo Ricci, Joe Czanek en Manuel Silva. Geen van hen komt uit Kingsport en ze kennen de oude man niet, maar het nieuws van zijn mogelijke rijkdom doet hen besluiten hem op een nacht te overvallen in zijn huis. Ricci en Silva slaan toe terwijl Czanek wacht in de vluchtauto. De twee blijven echter lang weg, en nadat er een schreeuw te horen is in het huis, is het de oude man die naar buiten komt. Hierbij ziet Czanek voor het eerst dat hij gele ogen heeft.
De volgende dag worden de zwaar toegetakelde lijken van de drie overvallers gevonden op het strand.

## Achtergrond
"De verschrikkelijke oude man" is het eerste verhaal van Lovecraft dat zich afspeelt in Lovecrafts eigen, fictieve versie van New England, waar een groot deel van zijn latere verhalen zich ook afspelen. Zo maakt onder andere het fictieve plaatsje Kingsport zijn debuut in dit verhaal.
De oude man uit het verhaal speelt ook mee in "The Strange High House in the Mist", maar dan in een positievere rol. De man vertoont overeenkomsten met latere personages van Lovecraft, met name Joseph Curwen uit The Case of Charles Dexter Ward; beiden zijn onwaarschijnlijk oud en houden zich bezig met dingen die de meeste mensen liever links laten liggen waardoor ze alom gemeden en gevreesd worden.
Peter Cannon merkte op dat het verhaal duidelijk Lovecrafts eigen mening over mensen van buiten New England weergeeft, met name de vele buitenlanders die in de late 19e eeuw voor werk naar Amerika kwamen.